# Devi (film)
Devi è un film del 1960 diretto da Satyajit Ray.